# فو بو
فو بو (بالصينية: 傅博) (28 فبراير 1965 بشنيانغ في الصين - ) هو لاعب كرة قدم صيني في مركز الوسط. لعب مع نادي غوانغجو آر أند إف ونادي شنجن وLiaoning F.C. ‏.

## وصلات خارجية
- فو بو على موقع الاتحاد الدولي (مؤرشف)  (الإنجليزية)
- فو بو على موقع قاعدة بيانات كرة القدم.إي يو (الإنجليزية)